# Obnuntiatio

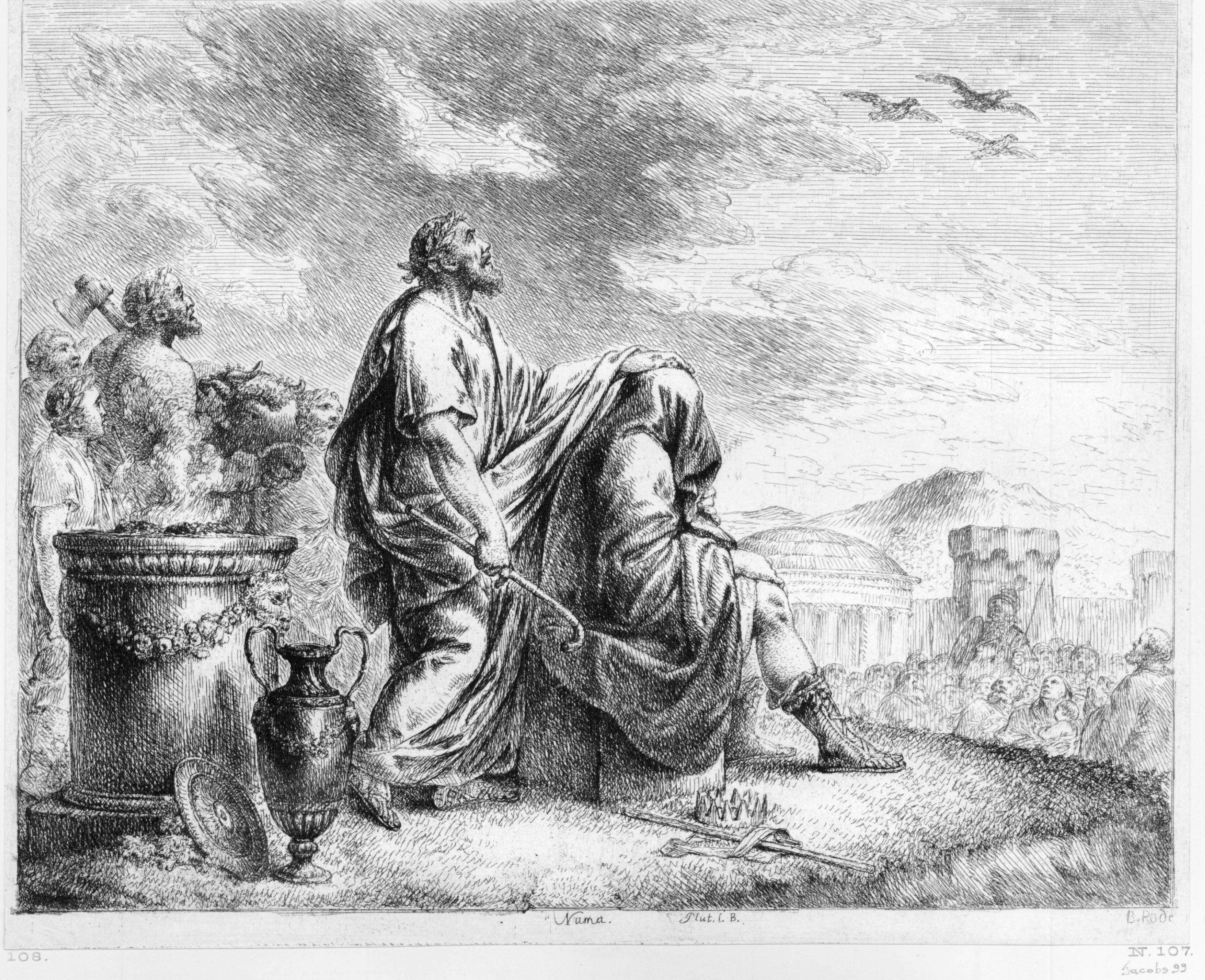
Augur odczytujący wolę bogów z lotu ptaków (według XVIII-wiecznego sztychu))

Obnuntiatio (od łac. obnūntǐō – obwieszczać niepomyślną wróżbę) – orzeczenie o niepomyślności auspicjów przeprowadzonych przez augura i wydane przez niego.
Na mocy uchwalonej w 156 p.n.e. ustawy lex Aelia Fufia także wyżsi urzędnicy i trybunowie w dniach przewidzianych na komicja mieli prawo zarządzania obserwacji nieba (spectio) i w zależności od wyniku wróżby, przerywania tych zgromadzeń, decydując o ich odroczeniu. Nadużywanie takiej formy sprzeciwu skutkowało jednak pozbawieniem rytuału auspicjum jego dotychczasowego prestiżu jako obrzędu religijnego. Stworzyło to również sytuację, w której religia państwowa zaczęła być wykorzystywana przez zwalczające się stronnictwa jako narzędzie walki politycznej. 